# Мужиловчица
Мужиловчица је насељено место у саставу Града Сиска, Хрватска.

## Становништво
| Националност       | 1991.        |
| Хрвати             | 159 (95,20%) |
| Срби               | 0            |
| Југословени        | 3 (1,79%)    |
| остали и непознато | 5 (2,99%)    |
| Укупно             | 167          |